# Sân vận động ZOZO Marine
Sân vận động ZOZO Marine (ZOZOマリンスタジアム Zozo Marin Sutajiamu), tên chính thức là Sân vận động Chiba Marine (千葉マリンスタジアム Chiba Marin Sutajiamu), là một sân vận động nằm ở Thành phố Chiba, Chiba, Nhật Bản. Sân có sức chứa khoảng 30.000 người và được khánh thành vào năm 1990. Sân được sử dụng chủ yếu cho các trận đấu bóng chày. Đây là sân nhà của Chiba Lotte Marines. Sân cũng được sử dụng cho các trận đấu bóng bầu dục liên hiệp. Đây là một sân vận động đa năng có thiết kế hình tròn, tương tự như các sân vận động của Hoa Kỳ hiện đã bị phá hủy như Sân vận động Three Rivers hay Sân vận động Tưởng niệm Busch.
Sân vận động chính thức được khánh thành vào ngày 13 tháng 4 năm 1990 với buổi biểu diễn mở màn của chuyến lưu diễn Blond Ambition World Tour của ngôi sao nhạc pop Madonna.